# Karis
 (juin 2024).
Si vous disposez d'ouvrages ou d'articles de référence ou si vous connaissez des sites web de qualité traitant du thème abordé ici, merci de compléter l'article en donnant les références utiles à sa vérifiabilité et en les liant à la section « Notes et références ».
Karis (Karjaa en finnois) est une ancienne municipalité de Finlande, dans la région d'Uusimaa.

## Histoire
Le 1er janvier 2009, les communes de Karis, Pohja et Ekenäs, ont fusionné pour former la ville nouvelle de Raseborg.
C'était avec Ekenäs une des deux villes de la région à compter une majorité suédophone. C'était aussi l'une des deux seules communes suédophones du pays à ne pas avoir d'ouverture maritime, avec Liljendal.
L'ancienne municipalité a une histoire très ancienne. La première mention du lieu date de 1326. C'est à cette époque que la grande forteresse en bois de Junkarsborg est fondée. Elle est abandonnée un siècle plus tard au profit du nouveau château de Raseborg (à Ekenäs). Il n'en reste plus grand-chose aujourd'hui hormis un des sites archéologiques les plus fouillés de Finlande.
Au temps de Gustave Ier Vasa (mi XVIe siècle) est fondé le petit village de forges de Mustio. Au même endroit, un important manoir est construit à la fin du XVIIIe siècle, le château de Mustio. Transformé en hôtel, il est aujourd'hui la curiosité touristique principale de la commune.
Quelques petite industries se développent au XXe siècle, notamment autour de la métallurgie. La paroisse est scindée entre Karis urbain et Karis campagne en 1930, avant une réunification en 1969 et l'obtention du statut de ville en 1977.

## Transports
Karjaa est connue pour être un carrefour ferroviaire. S'y rejoignent en effet la ligne principale Turku-Helsinki et la voie ferrée Hyvinkää-Hanko dont seule la partie Karis-Hanko est actuellement en service.
Par la route nationale 25, Lohja est à 33 km et Ekenäs à 19 km.

## Lieux et monuments
- Église Sainte-Catherine
- Église de Mustio
- Château de Mustio
- Forge de Mustio
- Lac Lepinjärvi
- Brobacka, Stora näset et Lilla näset
- Cimetière de l'âge du fer de Kroggårdsmalmen
- Canal de Grabben

## Galerie

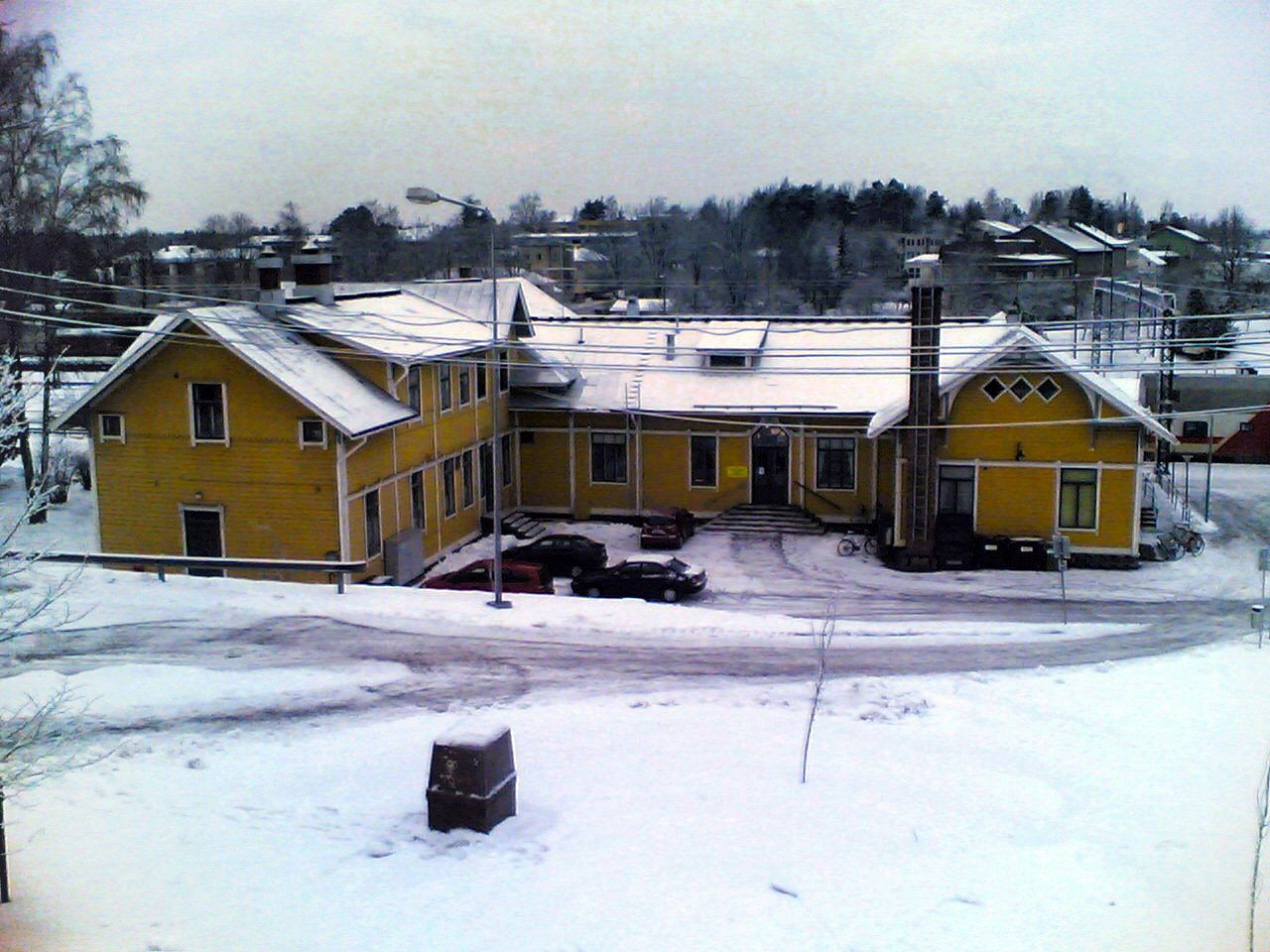
Gare de Karjaa.
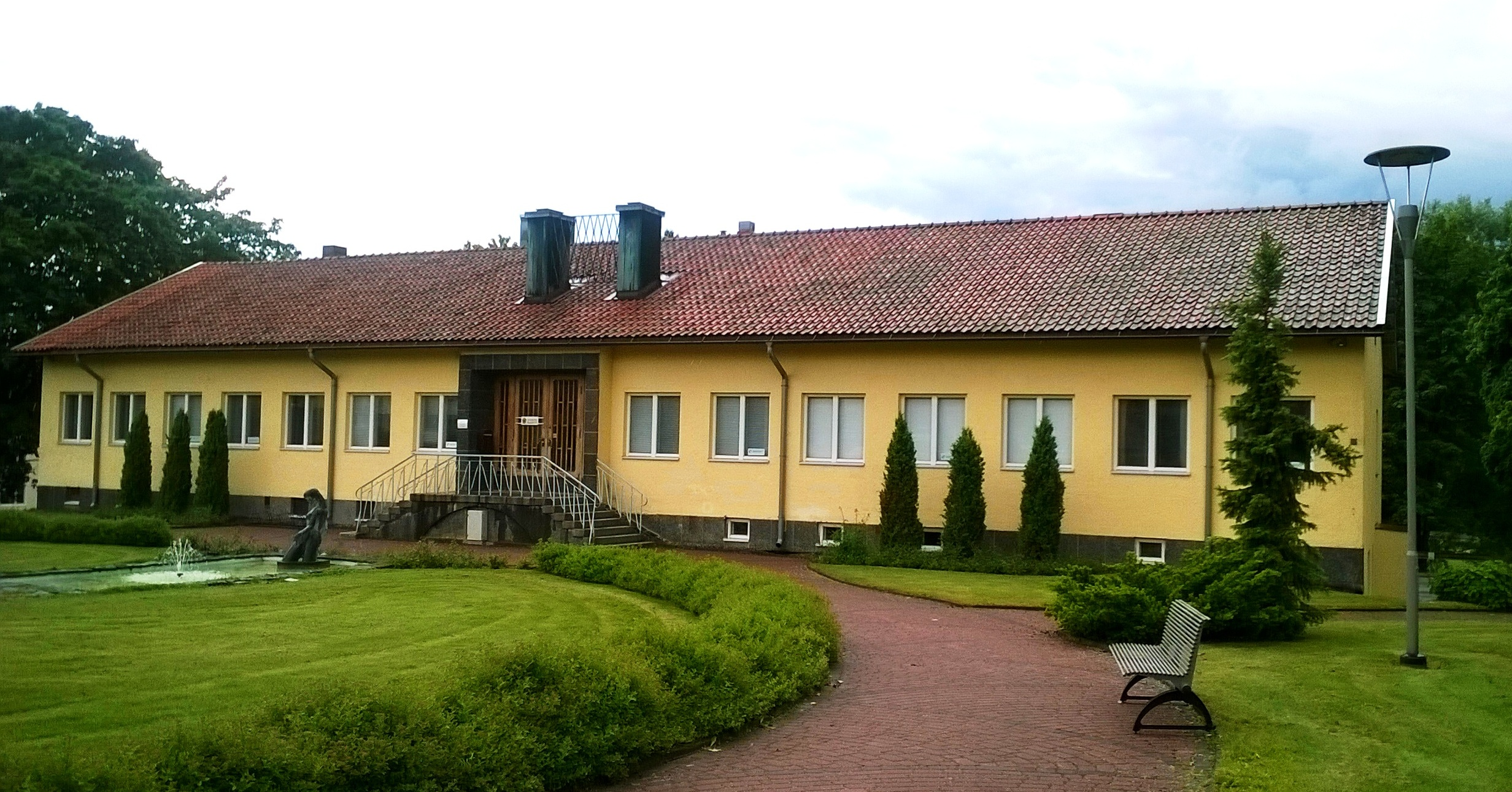
Ancienne mairie de Karjaa conçue par Hilding Ekelund
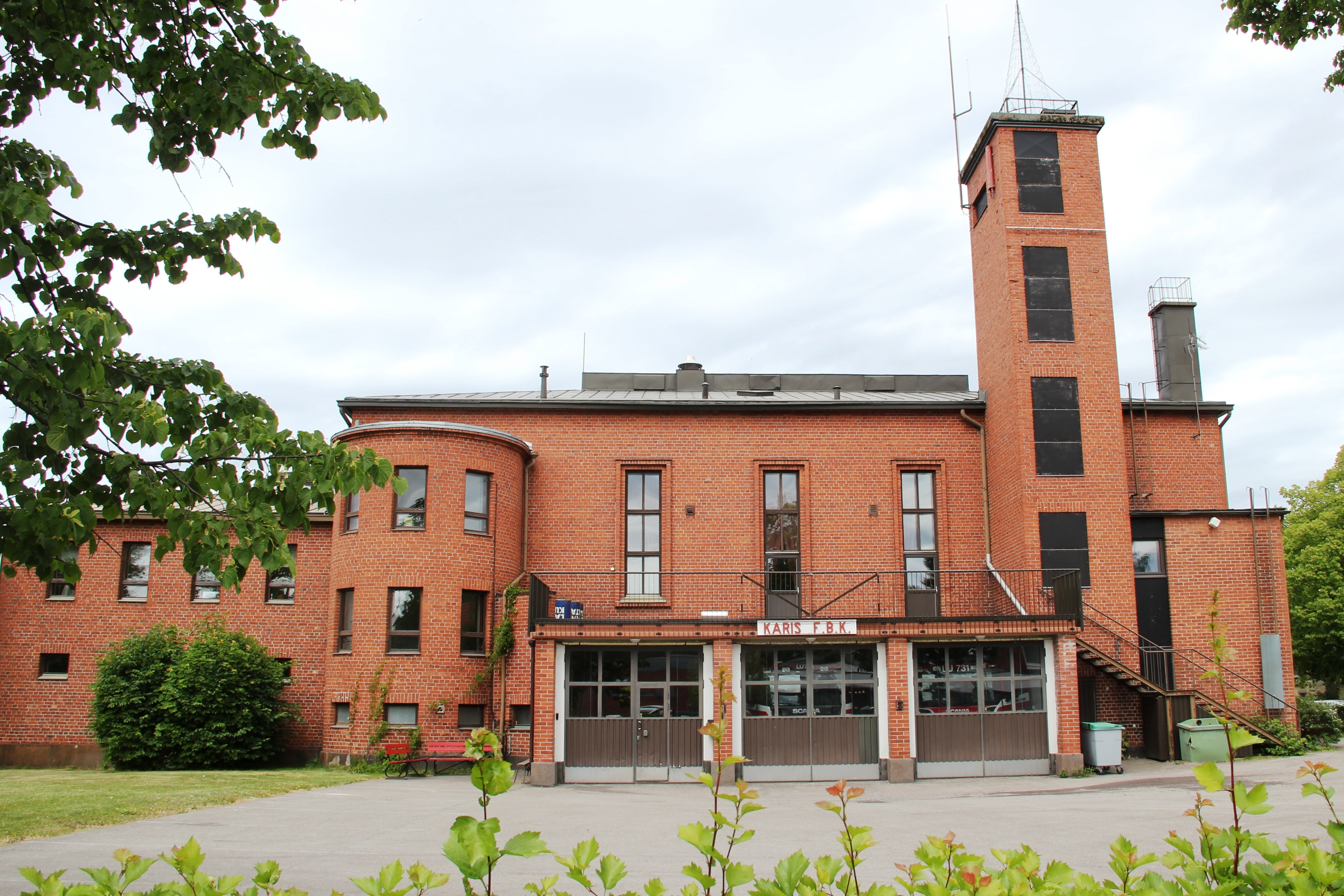
Caserne des pompiers.